# جنگجوهای آزادی: ری
جنگجوهای آزادی: ری (به انگلیسی: Freedom Fighters: The Ray) یک مجموعه انیمیشن اینترنتی آمریکایی است که توسط گرگ برلانتی و مارک گوگنهایم ساخته شده‌است.
این سریال در تاریخ ۸ دسامبر ۲۰۱۷ برای اولین بار از شبکه سی دابلیو آنلاین در پلتفرم، سی دابلیو سید منتشر شد.
این مجموعه بر اساس شخصیت کمیک دی سی ری تریل، خبرنگاری است که پس از قرار گرفتن در معرض قدرت نور، تغییراتی در ژنتیک او صورت می‌گیرد و دارای قدرت‌هایی می‌شود.
این سریال مجموعه ای از ارو ورس است و در درجه اول بر روی "زمین استون ایکس-ایکس" صورت می‌گیرد، در حالی که بخشی از آن در جهان موازی داستانی کماندار، فلش، ویکسن و افسانه‌های فردا، روی زمین-۱ نیز اتفاق می‌افتد.

## داستان
ریموند «ری» تریل وکیلی است که یک همزاد از خود را از زمین دیگری کشف می‌کند. مرد ناپدید می‌شود و به او قدرت‌های مستقیمی می‌دهد و برای پیوستن به مبارزان آزادی جذب می‌شود.

## صداپیشگان و شخصیت‌ها

### اصلی
- راسل تووی به عنوان ری تریل / ری: وکیل مدافع منافع عمومی که قدرتهای مستقر در نور به دست می‌آورد و عضو مبارزان آزادی در زمین-ایکس می‌شود.[۱][۲]
  - تووی همچنین صداپیشه همتای زمین-ایکس می‌باشد.[۳][۴]
- جیسون میچل به عنوان جان تروژیلو: همکار ری که به او کمک می‌کند تا در مورد قدرتهای تازه یافته خود بیاموزد.
- دیلشاد واداریا به عنوان جنی نایت: یک همکار تریل.
  - واداریا همچنین صداپیشه همتای زمین-ایکس خود، فانتوم لیدی که عضو مبارزان آزادی است، می‌باشد.[۵]

### دوره ای
- ملیسا بنویست به عنوان اورگرل: نسخه جایگزین سوپرگرل زمین-۳۸ که عضو نیورایکسمن در زمین-ایکس است.[۶]
- اودو گلدبرگ به عنوان گردباد سرخ زمین-ایکس: عضو مبارزان آزادی.[۵]
- متیو مرسر به عنوان کماندار سیاه: نسخه جایگزین الیور کوئین/پیکان سبز در زمین 1[۷]
- اسکات هاوت به عنوان بلیتزکریک: نسخه جایگزین بری آلن/فلش زمین ۱ که عضو نیورایکسمن در زمین-ایکس است.[۸]
  - هاوت همچنین از همتای زمین-۱ خود، ابراز می‌کند.
- کارلوس والدز به عنوان سیسکو رامون/وایب زمین-ایکس:[۹] عضو مبارزان آزادی.
- سونیل مالهورتا به عنوان جیکوب: عشق اصلی ری.[۴]

### مهمان
- متیو مرسر به عنوان دالمن[۱۰]
- کالین اوشوگیسی به عنوان گریس تریل[۴]
- بروس توماس به عنوان رابرت تریل
- دانیل پاناباکر به عنوان کیتلین اسنو: یک متخصص زیست فناوری از آزمایشگاه‌های استار.
- کریستوفر کوری اسمیت به عنوان دونالد: یک سیاستمدار.
- مگالین اچیکاوکی به عنوان ماری مک کیب/ویکسن[۸]
- اکو کلوم به عنوان کورتیس هالت / آقای فوق العاده[۶]

## انتشار

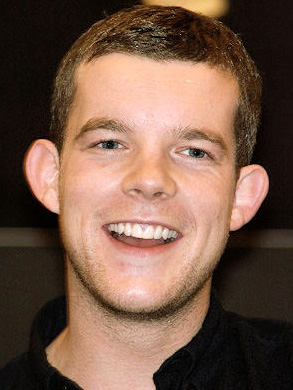
راسل توروی

شش قسمت اول سریال جنگجوهای آزادی: لیگ برتر در تاریخ ۸ دسامبر ۲۰۱۷، در شبکه سی دابلیو سید منتشر شد.
شش قسمت بعدی، پس از اولین حضور در کمیک کن-سن دیگو ۲۰۱۸ به عنوان فصل دوم، در تاریخ ۱۸ ژوئیه ۲۰۱۸ منتشر شد

## رسانه‌های خانگی
در ژوئن سال ۲۰۱۸ اعلام شد که دو فصل اول به صورت یک نمایش بلند از بلوری و دی وی دی با شروع از ۲۸ اوت ۲۰۱۸ ارائه می‌شود.

## دنیای مشترک کماندار
تووی در نوامبر ۲۰۱۷ در نقش "ری" در کراس اور " بحران در زمین ایکس " ظاهر شد.
در نوامبر سال ۲۰۱۹، دی سی اعلام کرد که برای همراهی با رویداد متقاطع بحران در زمین‌های بی‌نهایت، دو کتاب کمیک تولید می‌کنند. اینها شامل داستانی خواهد بود که همزمان با قسمت‌های روی صفحه نمایش، با تمرکز بر شخصیت‌های ری، فیلیسیتی اسموک، نیسا الغول و والی وست منتشر خواهد شد.
اولین کتاب کمیک در دسامبر ۲۰۱۹ منتشر شد، و دومین در ژانویه سال ۲۰۲۰ منتشر شد.